# Temporada 1969-1970 del Liceu
La temporada es va inaugurar el 13 de novembre de 1969 amb el debut de la mezzosoprano romanesa Elena Cernei i del director espanyol Odón Alonso. Va ser l'única actuació de la cantant romanesa al Teatre del Liceu, sent anunciada com una estrella del Metropolitan Opera de Nova York, on havia actuat entre els anys 1965 i 1968, en un total de 21 representacions.
| Temporada 1969-1970 del Liceu |                   |                       |                    | |                                            |                                    |
| Òpera                         | Compositor        | Director musical      | Director d'escena  | Papers principals | Producció                                  | Dates                              |
| Norma                         | Vincenzo Bellini  | Mario Parenti         |                    | Bruno Prevedi, Leyla Gencer, Fiorenza Cossotto, Ivo Vinco |                                            | novembre                           |
| Mefistofele                   | Arrigo Boito      | Adolfo Camozzo        | Gabriel Couret     | Clarice Carson, Giulia Barrera, Juan Oncina, Justino Díaz | Théâtre du Capitole (Tolosa de Llenguadoc) | 25 i 30 de novembre, 3 de desembre |
| La traviata                   | Giuseppe Verdi    | Carlo Felice Cillario | Giuseppe Giuliano  | André Turp, Clarice Carson/Montserrat Caballé, Robert Massard |                                            | desembre                           |
| Otello                        | Giuseppe Verdi    |                       |                    | Montserrat Caballé |                                            | desembre                           |
| La favorita                   | Gaetano Donizetti | Adolfo Camozzo        | Dídac Monjo        | Viorica Cortez, Jaume Aragall (15, 20), Luigi Ottolini (23), Vicenç Sardinero, James Morris, José Luis Pintos, Amelia Ruival (15), Calliope Cafegi (20, 23)           |                                            | 15, 20, 23 novembre                |
| Turandot                      | Giacomo Puccini   | Ino Savini            | Giuseppe Giuliano  | Giulia Barrera, Dídac Monjo, Antoni Borràs, Bernabé Martí, Clarice Carson (11,16) / Ángeles Chamorro (14), Vicenç Sardinero, Luis Ara, Bartomeu Bardagí, Juan Galindo |                                            | 11, 14, 16 desembre                |
| Norma                         | Vincenzo Bellini  | Carlo Felice Cillario |                    | Montserrat Caballé, Josep Carreras, Fiorenza Cossotto, Bruno Prevedi, Ivo Vinco                                                                                       |                                            | 8 de gener                         |
| Carmen                        | Georges Bizet     | Odón Alonso           | Roberto Carpio     | Elena Cernei, Pedro Lavirgen, Edoardo Cittanti, Maria Luisa Cioni |                                            | 13 de novembre                     |
| La Dolores                    | Tomás Bretón      |                       |                    | Pedro Lavirgen |                                            |                                    |
| Nabucco                       | Giuseppe Verdi    | Ottavio Ziino         |                    | Emma Renzi, Alicia Maraslián, Bonaldo Giaiotti, Josep Carreras, Cornell MacNeil                                                                                       |                                            | 4 de febrer                        |
| Il barbiere di Siviglia       | Gioachino Rossini | Ottavio Ziino         | Giuseppe De Tomasi | Franco Bonisolli, Biancamaria Casoni, Sherrill Milnes, Enzo Dara, Joshua Hecht, Alicia Maraslian, Rafael Campos                                                       |                                            | febrer                             |